# Милисав Секулић
Милисав Секулић (Трбушница, код Лознице, 11. новембар 1935 — Београд, 30. новембар 2021) био је пуковник ЈНА, генерал Српске војске Крајине и публициста.

## Биографија
Рођен је 11. новембра 1935. године у селу Трбушница, општина Лозница, Србија, Краљевина Југославија. Завршио је Војну академију КоВ ЈНА 1954–1957, једногодишњу Политичку школу ЈНА, Вишу војну академију, Школу народне одбране, Филозофски факултет (одсек Филозофија) и постдипломске студије - магистрирао је војну вештину. Ужа специјалност: оперативно-штабни послови, Дакле: дипломирани филозоф, магистар војних наука, пуковник ЈНА 
и генерал-мајор војске Републике Српске Крајине. После завршетка Војне академије потпоручник Секулић је био распоређен у Титову гарду.
Као одличан командант и практичар, пуковник Секулић је био премештен у Управу ГШ ЈНА, да би са својим искуством допринео научном уобличавању теоријских и доктринарних докумената. Уједно је успешно завршио постдипломске студије и постао магистар војне вештине, са темом Методологија рада команде армије.
Међу првима се припремао за титулу доктора војних наука; пошто је уједно био и кандидат за чин генерал-мајора ЈНА. Предао је три докторске дисертације, а није постао доктор наука. Прва дисертација је имала наслов „Удруживање бојног деловања и отпора у дивизијској зони”, али је комисија није прихватила. Написао је и пријавио други докторат са насловом „Обједињавање вођења и командовања на ратишту”. И овај пут га је комисија одбила. Покушао је и трећи пут и предложио тему „Деловање штаба Врховне команде ОС СФРЈ у рату 1991. године”. Рад је био сувише критичан да би га комисија ЈНА уопште прихватила. Из ове одбачене дисертације је касније настала његова прва књига.
Избијањем рата и распадом СФРЈ, распоређен је у Книн и постао је начелник одељења за оперативно-наставне послове Српске војске Крајине. На крају су га за заслуге унапредили у чин генерал-мајора војске РСК и пензионисан је 1993. године. Након протеривања српског народа из Хрватске, после „Олује”, настањује се у Београду.
За стање у целој бившој Југославији и стање у ком се српски народ нашао, окривио је тадашње политичко руководство и тадашњег председника Србије Слободана Милошевића.
Преминуо је 30. новембра 2021. године у Београду. Сахрањен је 1. децембра 2021. године на месном гробљу Железник.

## Дела

### Књиге
- Југославију нико није бранио, а Врховна команда је издала, НИДДА Верлаг ГмбХ Бад Вилбел, Немачка и ВЕСТИ Београд, 1997.
- Книн је пао у Београду, НИДДА Верлаг ГмбХ Бад Вилбел, Немачка, 2000.
- Добровољци прећутана истина, Удружење бораца 1990, Раковица – Београд, 2000.
- Београд не броји погинуле (погинули у ратовима од 1990. до 1999. године)
- Удружење ветерана и војних инвалида у ратовима од 1990. Републике Србије, Београд, 2007.
- Дринска дивизија – прилог историји Српске војске, Регионално предузеће »Подриње« и Удружење војних добровољаца 1912–1918, Лозница

### Војне студије и монографије
- Дефинисање предмета војне вештине, Институт за стратешка истраживања у Београду, 1988.
- Принципи војне вештине, Генералштаб ОС СФРЈ, Београд, 1988.
- Аксиоми, теорије и законитости у теорији војне вештине, Институт за стратешка истраживања у Београду, 1989.

- Словеначки добровољци у српским ослободилачким ратовима 1912–1918.